# شاخ‌گوزنی (سرده)
شاخ‌گوزنی‌ها (نام علمی: Caralluma) نام یک سرده از زیرخانواده استبرق است.